# 七田村摩崖石刻
七田村摩崖石刻位於重慶市巴縣一品區一品鄉，陰刻，文物遺址年代為清，1987年1月23日列為重慶市第二批市級文物保護單位初定名單。